# Onthophagus australis
Onthophagus australis là một loài bọ cánh cứng trong họ Bọ hung (Scarabaeidae).